# Württembergische Bibelgesellschaft
Die Württembergische Bibelgesellschaft (WBG), ehemals Württembergische Bibelanstalt, ist eine Bibelgesellschaft in Württemberg mit Sitz in Stuttgart-Möhringen.

## Geschichte
Die Württembergische Bibelgesellschaft (WBG) geht auf die am 11. September 1812 von Carl Friedrich Adolf Steinkopf (1773–1859) und anderen gegründete Privilegierte Württembergische Bibelanstalt zurück. Sie ist die älteste noch heute existierende Bibelgesellschaft Deutschlands und Teil der Deutschen Bibelgesellschaft.
Ursprüngliche Ziele der Gesellschaft waren vor allem die Verbreitung der Heiligen Schrift und Hebung des Bibelverständnisses in der württembergischen Bevölkerung.
Die Württembergische Bibelanstalt in Stuttgart als größte deutsche Bibelanstalt und die kleinere Cansteinsche Bibelanstalt in Westfalen, die bislang die Aufgaben eines Bibelverlags für Deutschland wahrnahm, wurden 1975 in der Deutschen Bibelstiftung zusammengeschlossen. Damit wurde ein Weg eingeschlagen, der 1981 durch die Fusion der Deutschen Bibelstiftung mit dem Evangelischen Bibelwerk zur Gründung der Deutschen Bibelgesellschaft führte. Nach und nach schlossen sich die meisten anderen deutschen Bibelgesellschaften dem Gemeinschaftsprojekt an, zuletzt 1991 die der ehemaligen DDR. Die Württembergische Bibelanstalt wird seither unter dem Namen Württembergische Bibelgesellschaft nur noch als lokale Abteilung weitergeführt.
Das Bibelhaus der Privilegierten Württembergischen Bibelanstalt in der Balinger Straße 31 in Stuttgart-Möhringen ist auch der Sitz der neuen Deutschen Bibelgesellschaft. In der Leitung wurde Klaus Sturm 2014 von Franziska Stocker-Schwarz abgelöst.
Ein ökumenisch zusammengesetzter Beirat ist heute beschließendes und bestimmendes Organ der Württembergischen Bibelgesellschaft.
Im Jahr 2012 feiert die Deutsche Bibelgesellschaft das 200. Jubiläum dank der Tochter Württembergische Bibelgesellschaft.

## Werke
Bekannt wurde die Württembergische Bibelgesellschaft vor allem durch die Herausgabe der Stuttgarter Jubiläumsbibel, die im September 1912 anlässlich des hundertjährigen Jubiläums der Gründung der Privilegierten Bibelanstalt aufgelegt wurde. Die Stuttgarter Jubiläumsbibel erschien teilweise als Prachtausgabe mit Studienanhang und teilweise sogar mit Konkordanz. 1937 folgte dann eine handliche Taschenausgabe, ebenfalls mit Konkordanz, aber verkürztem Studienteil. Dieses Studienwerk wurde von Pfarrer a. D. Paul Langbein bearbeitet. Der Bibel lag der Text der Lutherbibel in der Revision von 1912 zugrunde.
Von 1918 bis 1952 gab die Bibelgesellschaft die erste Revision der sogenannten Miniaturbibel des Schweizer Predigers Franz Eugen Schlachter heraus, der 1911 verstorben war. Die Schweizer Pfarrer Linder und Kappeler hatten diese Bibelübersetzung der Heiligungsbewegung nach dem Tode Schlachters revidiert. 1951 erfolgte allerdings eine Neubearbeitung der Schlachter-Bibel durch die Genfer Bibelgesellschaft, was zur Einstellung der Herausgabe der Linder-Kappeler-Ausgabe führte.
Ab 1939 gab die Bibelgesellschaft auch die bekannte Bibelausgabe des Philologen Hermann Menge heraus. Später folgten u. a.der Vertrieb der 1931 revidierten Zürcher Bibel und die Mitherausgabe der sogenannten ökumenischen Einheitsübersetzung.